# Szentháromság temető
A kecskeméti Szentháromság temető Kecskemét város egyik lezárt temetője. Az Árpádvárosban, a belvárostól déli irányba található. Jelenlegi státusza kegyeleti park. Az önkormányzati és egyházi tulajdonban lévő temetőt a Kecskeméti Városgazdasági Kft. üzemelteti. Területe 12,66 hektár.

## Története
A Szentháromság temető története a 18. század közepéig nyúlik vissza, az 1740-es pestisjárvány alatt nyitották meg, nevét a Szentháromság-kápolnáról kapta, mely 1721–22 (más források szerint 1709–10) körül épült. Területe a 20. századig változó ütemben folyamatosan nőtt, legnagyobb kiterjedését 1927-re érte el, mely ekkor 22,85 hektár volt.
A második világháború után Kecskemét megyeszékhely lett, és dinamikus fejlődésnek indult. A gyors népességnövekedés lakáshiányhoz vezetett, ezért a város a II. ötéves terv keretein belül  megkezdte az árpádvárosi (korabeli: Leninváros) lakótelep építését. Az épülő lakótelep a temető területét is érintette, mely így durván felére csökkent. 1964-ben nyitották meg a kecskeméti Köztemetőt, sokan ide exhumáltatták hozzátartozóikat, illetve ekkor került kialakításra Kecskemét híres szülötteinek díszsírhelye is. Ma a temető építészetileg leglátványosabb részei az első világháborús hősi temető (épült: 1927, felújították: 2007), illetve a Kálvária (épült: 1896, felújítva: 2010).

## Nevezetes halottai
- Bagi László (1819–1904) polgármester
- Balatoni Farkas Ignác (?–1944) gyógyszerész
- Bogyó Pál (1821–1906) apátplébános, pápai trónálló
- Csősz Mihály Imre (1838–1916) piarista gimnázium igazgató
- Dömötör Pál (1867–1935) gazdasági tanácsos
- Csalókay Sándor (1873–1918) a kecskeméti törvényszék vezetője
- Dunszt Ferenc (1824–1910) honvéd főhadnagy
- Ferenczy Ida (1839–1928) Erzsébet királyné bizalmasa
- Halasy Pál (1846–1912) császári és királyi tábornok
- Hanusz István (1840–1909) tanár, címzetes prépost
- Merász József (1887–1928) építési vállalkozó
- Ottó Sándor (1861–1937) mérnök
- Révész István (1862–1929) tábori püspök